# Arsinoé da Macedónia
Arsinoé foi uma princesa da Macedónia, casada com Lago.
Arsinoé era filha de Meleagro, filho de Bokros, filho de Amintas I da Macedónia, descendente de Héracles.
Ela se casou com Lago, e desta união nasceu Ptolemeu I Sóter, porém os macedónios do século II d.C. diziam que ela estava grávida de Filipe II da Macedónia quando se casou, sendo Ptolemeu I Sóter, portanto, filho de Filipe.
Diodoro Sículo menciona dois irmãos de Ptolemeu I Sóter: Menelau, almirante da esquadra que atacou Chipre, e Meleagro, sucessor por um breve período de Ptolemeu Cerauno como rei da Macedônia, durante a invasão gaulesa da Grécia. Eusébio de Cesareia, porém, menciona Meleagro como irmão de Ptolemeu Cerauno.